# Betsi Cadwaladr
Betsi Cadwaladr (Llanycil, 24 de maio de 1789 - Londres, 17 de julho de 1860), também conhecida como Beti Cadwaladr e Betsi Davis, trabalhou como enfermeira na Guerra da Criméia ao lado de Florence Nightingale, embora seus diferentes contextos sociais fossem fonte de constante desacordo. Atualmente, seu nome está atribuído ao Betsi Cadwaladr University Health Board (galês: Bwrdd Iechyd Prifysgol Betsi Cadwaladr), a maior organização de saúde do país de Gales. Em 2016, ela foi nomeada como uma das "50 maiores mulheres e homens galeses de todos os tempos", sendo colocada à frente de indivíduos galeses famosos como o cantor Tom Jones, o ator Anthony Hopkins, T.E. Lawrence e Ivor Novello.

## Biografia
Elizabeth 'Betsi' Cadwaladr nasceu em 1789 em Llanycil, perto de Bala, país de Gales, uma das 16 crianças do pregador metodista Dafydd Cadwaladr. Ela cresceu em Pen Rhiw Farm, Llanycil, e sua mãe morreu quando ela tinha apenas cinco anos de idade. Logo depois, recebeu um exemplar da Bíblia como presente de Thomas Charles (um clérigo metodista calvinista galês que também deu um exemplar a Mary Jones), algo que Betsi apreciou muito e que agora a fazia sentir um propósito para a vida.

## Carreira
Cadwaladr conseguiu emprego como empregada doméstica em Plas yn Dre, onde aprendeu tarefas domésticas, a falar inglês e a tocar harpa tripla. Ela não estava feliz lá, porém, e aos 14 anos escapou pela janela do quarto usando lençóis amarrados e deixou Bala. Conseguiu emprego como empregada doméstica em Liverpool. Em algum momento de sua vida, mudou seu sobrenome para Davis porque era fácil de pronunciar, embora algumas fontes afirmem que ela realmente nasceu como Elizabeth Davis. Mais tarde, ela voltou ao País de Gales, mas posteriormente fugiu para Londres para evitar o casamento, morando com a irmã. Em Londres, encontrou o teatro pela primeira vez, o que se tornou um grande interesse para ela.
Trabalhando como empregada e assistente, teve a oportunidade de viajar amplamente pelo mundo, o que lhe deu um gosto pela viagem. Ela estava na França na época da Batalha de Waterloo e visitou o campo de batalha, onde se emocionou com a situação dos feridos. Em 1820, com 31 anos, voltou a Bala, que agora considerava "chata", e se tornou empregada do capitão de um navio e viajou por anos, visitando lugares como América do Sul, África e Austrália. Às vezes, apresentava Shakespeare a bordo do navio e conheceu pessoas como William Carey, o missionário, e o bispo Heber, o escritor de hinos. Naquela época, não era treinada em enfermagem, mas durante o tempo que passou a bordo do navio, se envolveu no cuidado de doentes e também deu à luz. Apesar de sua obstinação e independência, a própria Cadwaladr afirmou que, no curso de suas viagens, foi pedida em casamento por mais de 20 homens.

## Trabalho como enfermeira
Ao voltar para a Grã-Bretanha, decidiu obter treinamento como enfermeira no hospital Guy's, em Londres. Após sua formação, aos 65 anos, ingressou no serviço militar de enfermagem com a intenção de trabalhar na Crimeia, apesar das tentativas de sua irmã Bridget de dissuadi-la. Florence Nightingale (que era de origem privilegiada) não queria que a galesa da classe trabalhadora Cadwaladr fosse, dizendo que se Betsi fosse para a Crimeia seria contra sua vontade e que Betsi teria que ser transferida para outro superintendente. Betsi respondeu: "Você acha que eu sou um cachorro ou um animal para me recuperar? Tenho vontade própria". (A opinião de Nightingale sobre o galês surgiu da publicação de um relatório - o chamado Treachery of the Blue Books - que retratavam os galeses como carentes de educação básica e moralidade.)
Cadwaladr foi posteriormente enviada para um hospital em Scutari, na Turquia, um hospital administrado por Florence Nightingale. Cadwaladr trabalhou lá por alguns meses, mas houve confrontos frequentes entre as duas. Elas vinham de contextos sociais muito diferentes e tinham uma longa diferença de idade (31 anos). Nightingale era uma defensora das regras e da burocracia, algumas das quais ela criou (de fato, ela também era famosa como estatística). Cadwaladr muitas vezes desviou os regulamentos para reagir de forma mais intuitiva às necessidades sempre em benefício dos soldados feridos.
Enquanto Nightingale subsequentemente reconheceu o trabalho de Cadwaladr e o progresso que ela fez contra as condições anti-higiênicas, os duas caíram a tal ponto que Cadwaladr, agora com mais de 65 anos, se mudou por opção do hospital, indo para mais perto da linha de frente em Balaclava. Lá, além de seu trabalho de enfermagem e sua supervisão das cozinhas do campo, ela novamente ganhou notoriedade por sua luta com a burocracia para garantir que os suprimentos necessários fossem cumpridos. Nightingale visitou Balaclava duas vezes e, ao ver as mudanças provocadas pelos métodos de Cadwaladr, deu a ela o crédito que lhe era devido.

## Morte

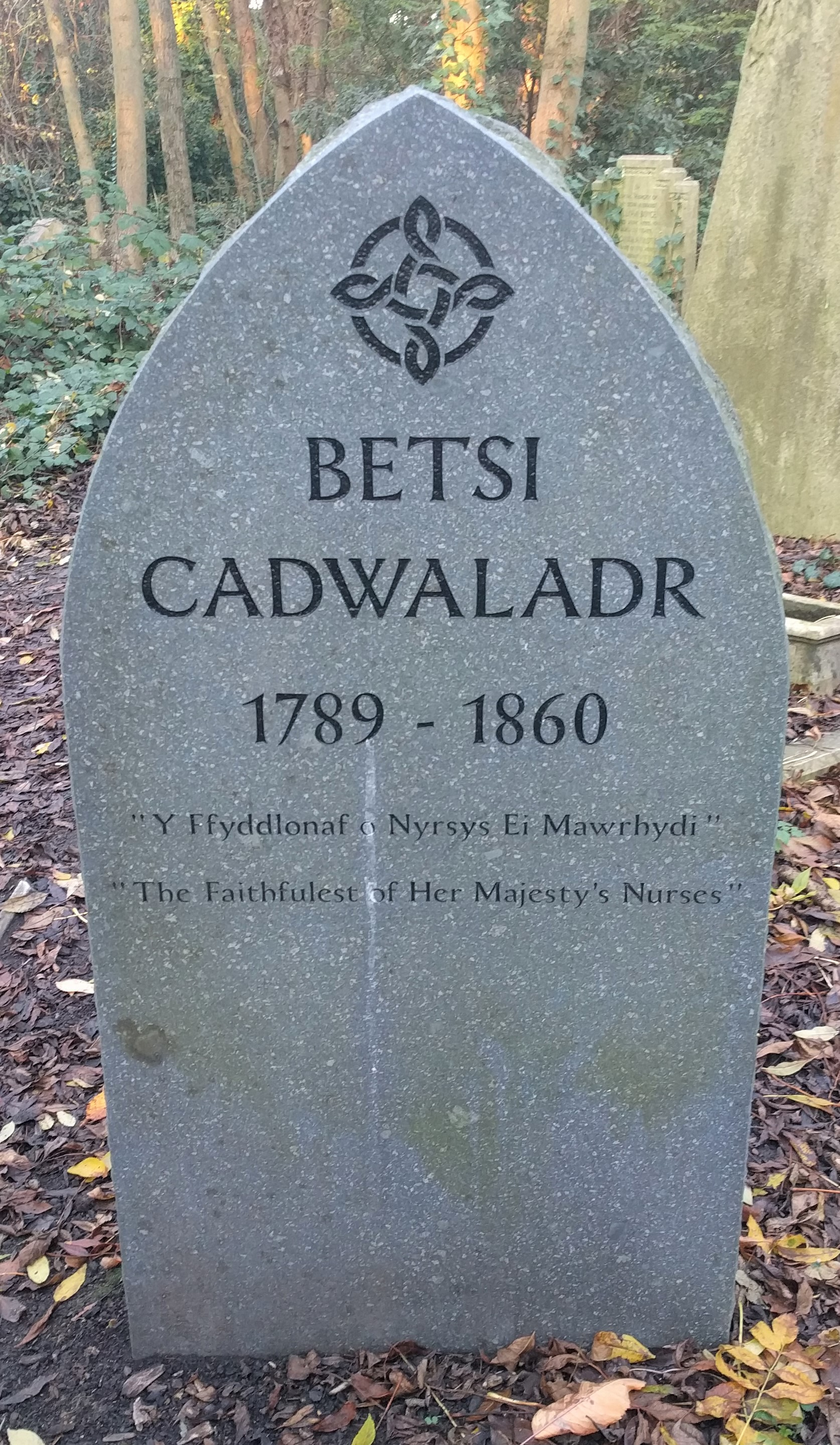
Lápide colocada em seu túmulo em 2012

As condições na Crimeia acabaram afetando a saúde de Cadwaladr, pois ela estava doente com cólera e disenteria quando retornou à Grã-Bretanha em 1855, um ano antes do fim da guerra. Morou em Londres, novamente na casa da irmã, durante o qual escreveu sua autobiografia. Morreu em 1860, cinco anos após seu retorno, e foi enterrada na seção de indigentes do cemitério de Abney Park, no norte de Londres. Uma nova pedra memorial foi colocada em seu túmulo em agosto de 2012.